# Pilatus PC-7
O Pilatus PC-7 Turbo Trainer é uma aeronave de treinamento monomotor turboélice, desenvolvido e produzido pela Pilatus, da Suíça. A aeronave é capaz de todas as funções básicas de treinamento, incluindo acrobacias aéreas, vôo por instrumentos, vôo tático e vôo noturno. Lançado nos anos 70, o PC-7 é operado por mais de vinte forças aéreas em todo o mundo como aeronave de treinamento primário, com maioria das 500 aeronaves produzidas ainda em serviço. A Pilatus substituiu o PC-7 em seus catálogos pelo PC-9 e o PC-21.

## História

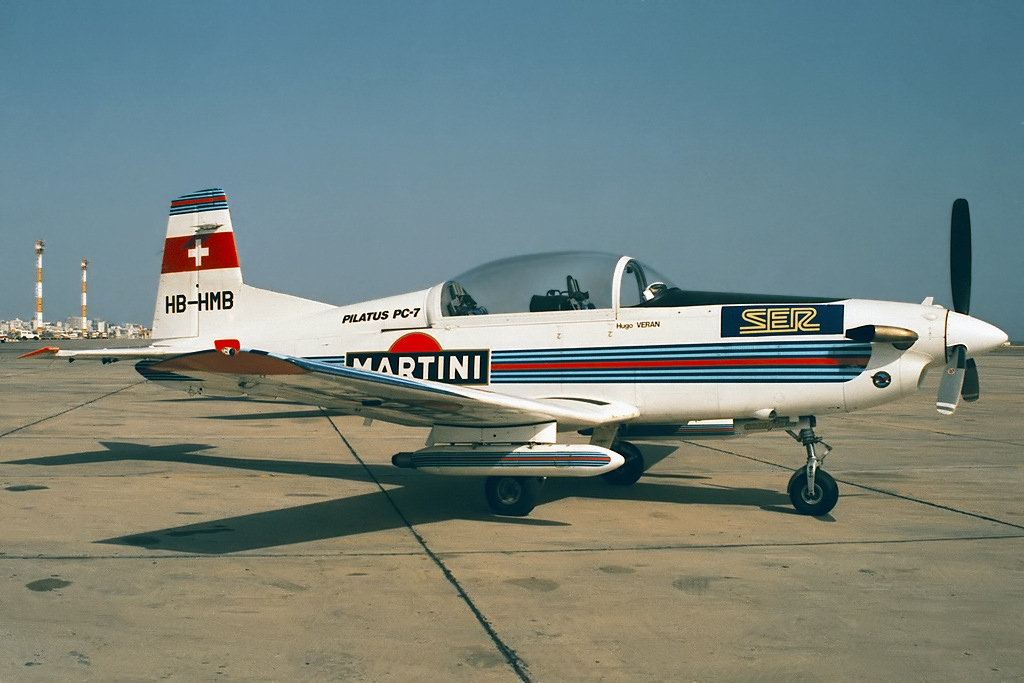
Um PC-7 da Patrouille Martini, em 1987.

### Desenvolvimento Inicial
O trabalho nos projetos do PC-7 iniciaram durante os anos 60. A aeronave era baseada no Pilatus P-3, tendo o primeiro protótipo sido um P-3 modificado (designado P-3B, inicialmente), com seu motor a pistão Lycoming O-435 trocado por um turboélice Pratt & Whitney Canada PT6A-20, de 550 shp (410 kW). Em 12 de abril de 1963, o protótipo modificado fez seu primeiro vôo, porém, o programa foi cancelado, devido a um pouso de emergência que danificou o protótipo e a falta de interesse por um treinador turboélice no mercado da época.
Em 1973,  a Pilatus decidiu retomar o projeto, modificando um Pilatus P-3 da Força Aérea Suíça com um motor turboélice Pratt & Whitney Canada PT6A-25 (normalmente, o motor geraria 650 shp (485 kW), porém, foi limitado para 550 shp (410 kW)) e uma hélice Hartzell, tripá, de velocidade constante. Após essas modificações, a aeronave teve seu primeiro vôo em 12 de maio de 1975, comandado pelo piloto de provas da Pilatus, Hans Galli. Ao longo dos ensaios, (com a aeronave já designada PC-7 Turbo Trainer) várias modificações foram feitas, como a adoção de uma asa em peça única com tanques de combustível integrais (projetados com auxilio da Dornier, da Alemanha), empenagem modificada, trem de pouso reforçado e canopi bolha deslizável. A primeira aeronave de produção teve seu primeiro vôo em 18 de agosto de 1978.

### Produção
Em 5 de dezembro de 1978, a aeronave foi homologada pela Agência Federal de Aviação Civil (FOCA), tendo suas primeiras unidades já entregues para a Bolívia e Myanmar no mesmo ano. Em 1981, a Força Aérea Suíça adquiriu 40 unidades do PC-7, com as entregas finalizando em 1983. A aeronave se provou bastante popular no mercado de aeronaves de treinamento, com 455 unidades construídas e vendidas até o fim da produção da aeronave em 2000.

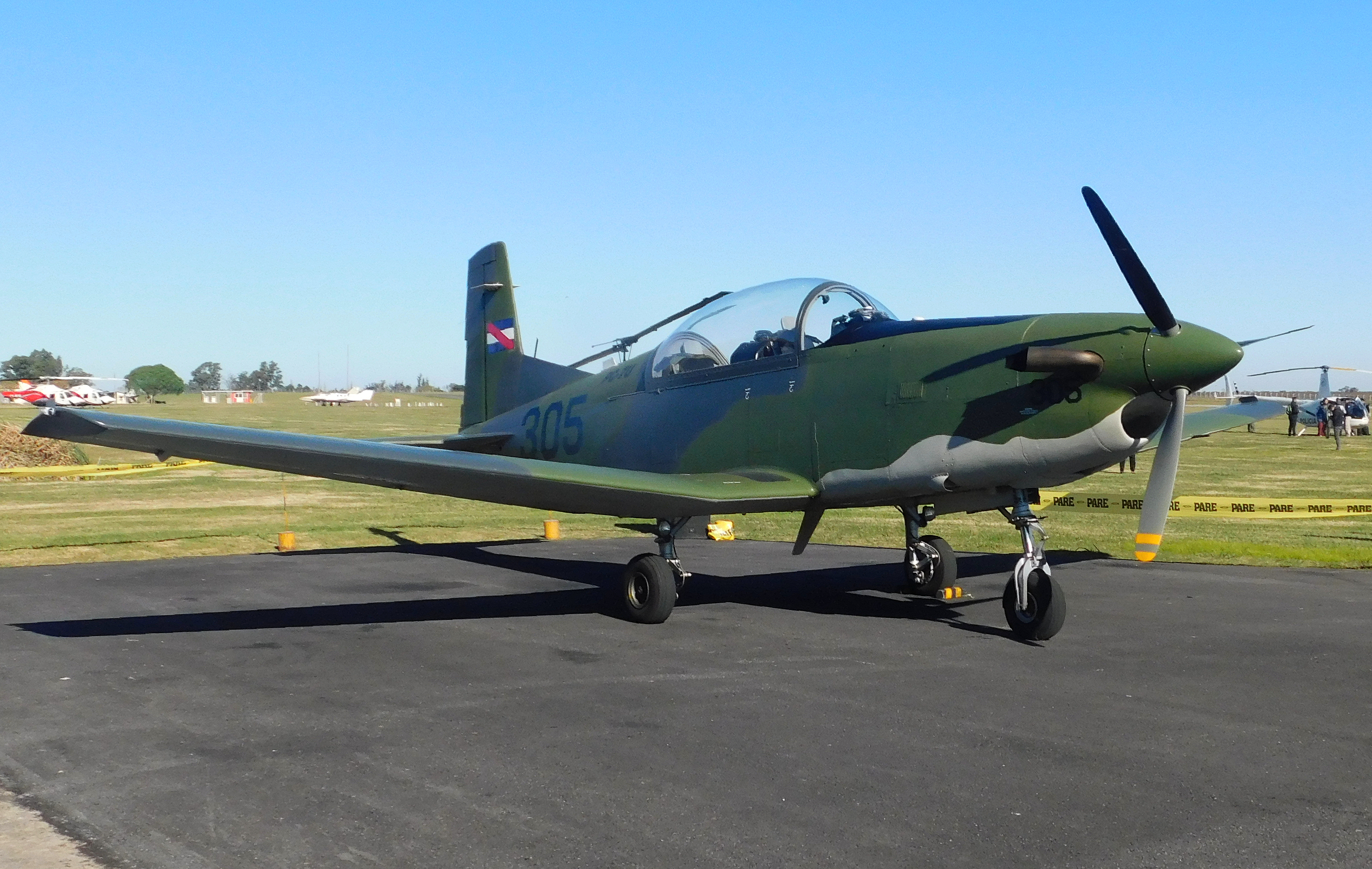
Um PC-7U da Força Aérea Uruguaia

Em julho de 1998, a Pilatus entrou em acordo com a firma norte americana Western Aircraft para distribuir o PC-7 no mercado civil norte americano. Nessa época, havia somente cinco PC-7 civis registrados nos Estados Unidos, a Pilatus acreditava que o mercado norte americano era um mercado viável para modelos remanufaturados e novos, vendidos por US$ 1 e 2 milhões, respectivamente. Com o passar do tempo, foi reconhecido que o mercado era limitado, com a Western Aircraft vendendo poucas aeronaves por ano.

### Desenvolvimento Adicional
Em 1984, a Pilatus ofereceu a opção de instalar o assento ejetor Martin-Baker Mk.15A na aeronave (que não contava com assentos ejetores originalmente), tanto em aeronaves novas quanto como um pacote de retrofit para aeronaves já operativas.
Durante o fim dos anos 90, a firma de engenharia israelense Radom ofereceu um pacote de modernização para o PC-7, com nova aviônica, computadores de missão, head up display (HUD), sistemas de comunicações e de lançamento de armas.
Em 1992, foi lançado o PC-7 Mk.II, um desenvolvimento do PC-7, se utilizando da fuselagem e aviônica do PC-9 com as asas e o motor do PC-7, com a intenção de diminuir os custos de vôo e manutenção, atendendo requisições da África do Sul. O primeiro vôo do PC-7 Mk.II ocorreu em 18 de setembro de 1992, com a África do Sul aceitando a aeronave para serviço em 1993. O lote de 60 aeronaves adquiridas foram montadas na África do Sul entre 1994 e 1996.

## Histórico Operacional

### Uso Geral
Todas as exportações do PC-7 deveriam ser aprovadas pelo governo suíço. A venda de aeronaves com capacidade de combate é um assunto controverso na Suíça e muitas vezes, pressão política era aplicada para que os PC-7 fossem exportados sem capacidade de portar armas. O governo suíço ocasionalmente segurou ou simplesmente recusou licenças de exportações para alguns países, provocando a perda de vários contratos militares, como na Coréia do Sul e no México.
Além da adoção por vários clientes governamentais, o PC-7 é utilizado por clientes civis. O PC-7 é homologado pela Agência Federal de Aviação Civil (FOCA) e pela Administração Federal de Aviação (FAA). Vários operadores civis utilizam a aeronave em patrulha acrobáticas.

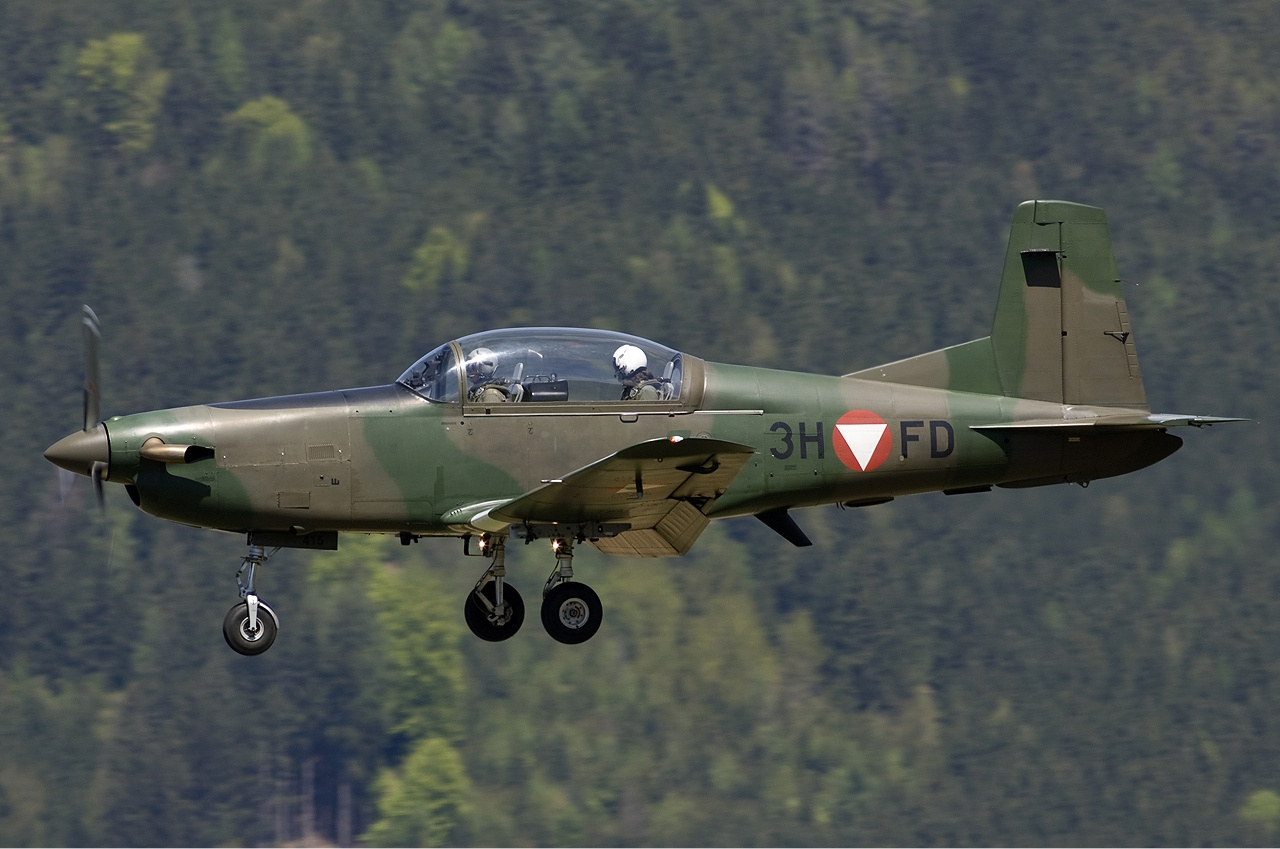
PC-7ÖE da Força Aérea da Áustria

### Uso em Combate
Alguns PC-7 foram empregados pela Força Aérea da Guatemala em missões de ataque e apoio aéreo aproximado (CAS) durante a Guerra Civil da Guatemala. Estas aeronaves eram baseadas em La Aurora, sendo armadas com casulos de metralhadoras e foguetes.
Durante a Guerra Irã-Iraque, é alegado oficiais iranianos ameaçaram armar seus PC-7 com explosivos e utiliza-los para ataques suicidas contra navios da Marinha dos Estados Unidos que se encontravam no Golfo Pérsico. Em 1984, um AH-1J Sea Cobra iraniano foi abatido por um PC-7 iraquiano durante a Operação Khyber.
Em 1994, a Força Aérea Mexicana utilizou aeronaves PC-7 para executar missões de ataque contra o Exército Zapatista de Libertação Nacional (EZLN) durante o Conflito de Chiapas. Essa ação foi considerada ilegal pelo governo suíço, devido as aeronaves terem sido vendidas especificamente para treinamento. O governo suíço, devido a isso, decidiu vetar a venda de unidades adicionais para o México. Na época, a Força Aérea Mexicana era a maior operadora do PC-7 e pretendia adquirir mais unidades da fabricante, com o veto sendo visto como um grande golpe contra a Pilatus.
Nos meados dos anos 90, a Executive Outcomes, uma empresa militar privada sul africana, utilizou três aeronaves PC-7 (ex-Força Aérea da Bophuthatswana) em missões de apoio aéreo aproximado (CAS) durante as operações da empresa em Serra Leoa.
Durante o fim dos anos 2000, a Força Aérea do Chade utilizou seus PC-7 para missões de ataque contra posições rebeldes em seu território e no Sudão.

## Variantes
- PC-7: Treinador básico biplace, propelido por um turboélice Pratt & Whitney Canada PT6A-25A, desenvolvido 550 shp (410 kW);[3]
- PC-7 Mk.II: Treinador básico biplace, propelido por um turboélice Pratt & Whitney Canada PT6A-25C, desenvolvido 700 shp (522 kW). É uma aeronave híbrida, com a fuselagem do PC-9 e as asas originais do PC-7;[15]
- NCPC-7: Versão modernizada do PC-7 com glass cockpit IFR e nova aviônica para a Força Aérea Suíça.[16][17]
- PC-7M: Versão modernizada do PC-7 com glass cockpit, nova aviônica e reforços na fuselagem para a Real Força Aérea Neerlandesa.[18]
- PC-7 Mk.X: Versão modernizada do PC-7 Mk.II, com nova aviônica e sistemas de treinamento.[19][20]

## Operadores

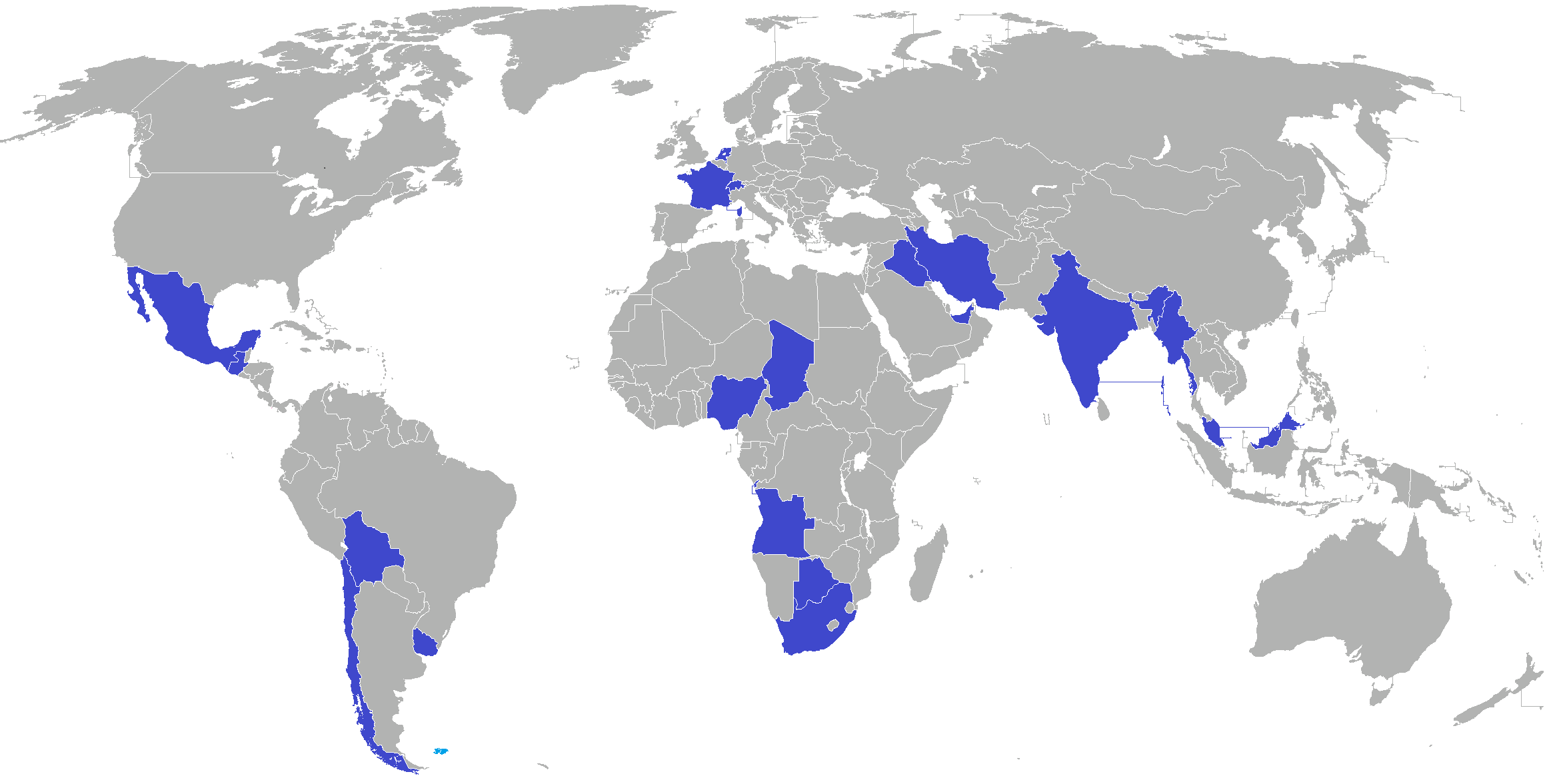
Operadores do PC-7 (azul)

### Operadores Militares
- África do Sul
  - Força Aérea da África do Sul: 60 aeronaves PC-7 Mk.II Astra em serviço. Utilizadas pela patrulha acrobática Silver Falcons
- Angola
  - Força Aérea Nacional de Angola: 12 aeronaves encomendadas em 1981 e entregues em 1982.[21]
- Áustria
  - Força Aérea da Áustria: 13 aeronaves adquiridas em 1984.[22] Designados PC-7ÖE.[2]
- Bolívia
  - Força Aérea Boliviana: 24 aeronaves entregues. 2 ainda em serviço em 2021.[22]
- Bophuthatswana:
  - Força Aérea da Bophuthatswana: Três aeronaves entregues em 1989 e retiradas de serviço em 1994.
- Botswana
  - Ala Aérea das Forças de Defesa de Botswana: Sete aeronaves operadas de 1990 até 2013, substituídos em 2013 por 5 aeronaves PC-7 Mk.II.[23]
- Brunei

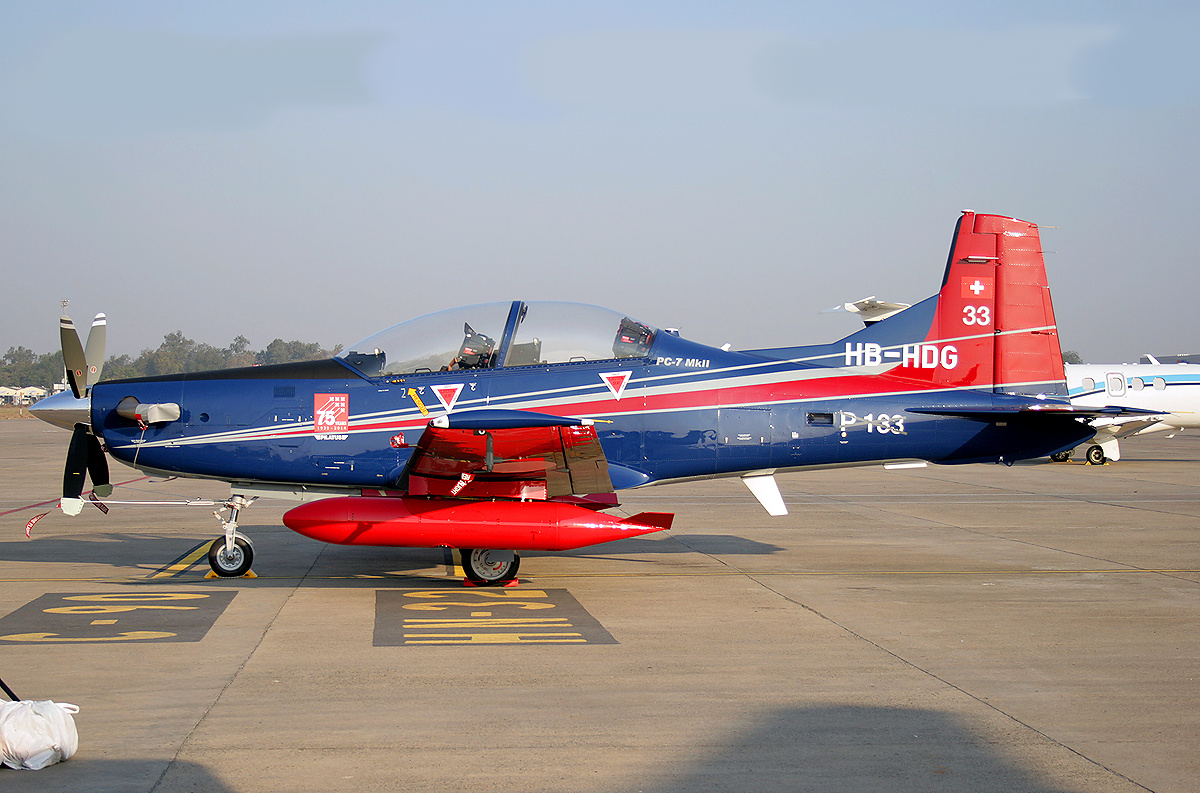
Um PC-7 Mk.II da Força Aérea Indiana

  - Um PC-7 Mk.II da Força Aérea IndianaReal Força Aérea do Brunei: Quatro aeronaves PC-7 Mk.II operadas. Utilizadas pela patrulha acrobática Formação Alap-Alap.
- Chade
  - Força Aérea do Chade: Duas aeronaves em serviço em 2021.[22] Adquiridos via França.[2]
- Chile
  - Armada do Chile: Sete aeronaves em serviço em 2021, de dez entregues em 1980.[24][22]
- Emirados Árabes Unidos
  - Força Aérea dos Emirados Árabes Unidos: 31 aeronaves em serviço em 2021.[22]
- França
  - Direction Générale de l'Armement: Seis aeronaves em serviço.
- Guatemala

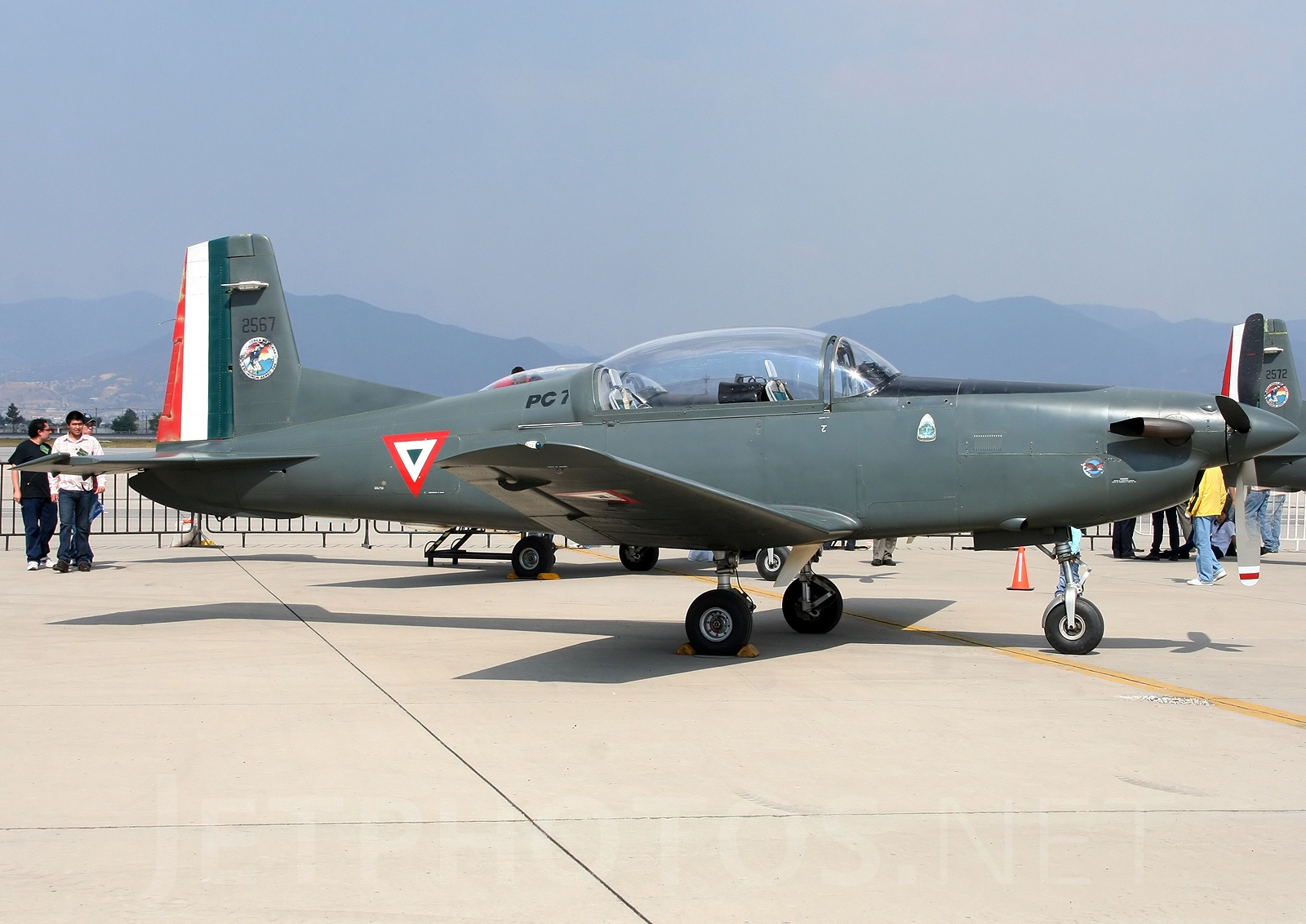
PC-7 da Força Aérea Mexicana

  - PC-7 da Força Aérea MexicanaForça Aérea da Guatemala: Uma aeronave em serviço em 2021.[22]
- Índia
  - Força Aérea Indiana: 75 aeronaves PC-7 Mk.II em operação desde 2018.[25]
- Irão
  - Força Aérea do Irã: 34 aeronaves em serviço em 2021.[22]
- Iraque
  - Força Aérea Iraquiana: 52 aeronaves entregues em 1980.
- Malásia
  - Força Aérea Real da Malásia: 47 aeronaves em serviço (30 PC-7 e 17 PC-7 Mk.II). Utilizadas pela patrulha acrobática Taming Sari de 1983 a 1995.[26]
- México

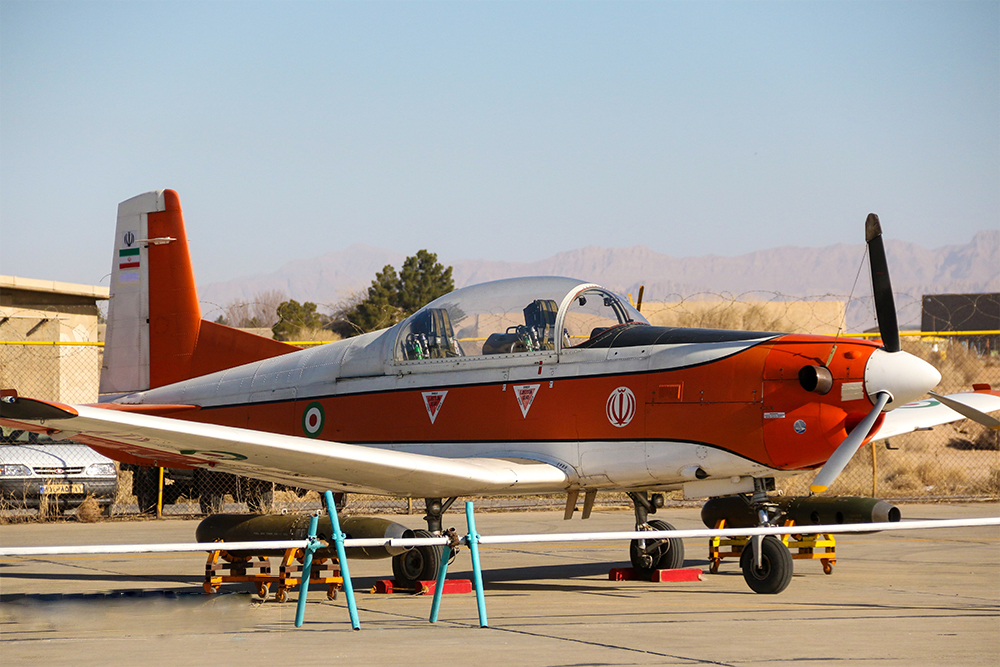
PC-7 da Força Aérea Iraniana

  - PC-7 da Força Aérea IranianaForça Aérea Mexicana: 88 aeronaves em serviço desde 1979.[27]
- Myanmar
  - Força Aérea do Myanmar: 16 aeronaves em serviço em 2021.[22]
- Nigéria
  - Força Aérea Nigeriana: Duas aeronaves em serviço, retiradas.
- Países Baixos
  - Real Força Aérea Neerlandesa: 13 aeronaves em serviço em 2021.[22]
- Suíça 
  - Força Aérea Suíça: 40 aeronaves entregues em 1979. 28 aeronaves modernizadas em 2011.[17] Utilizadas pela patrulha acrobática PC-7 Team.
- Suriname

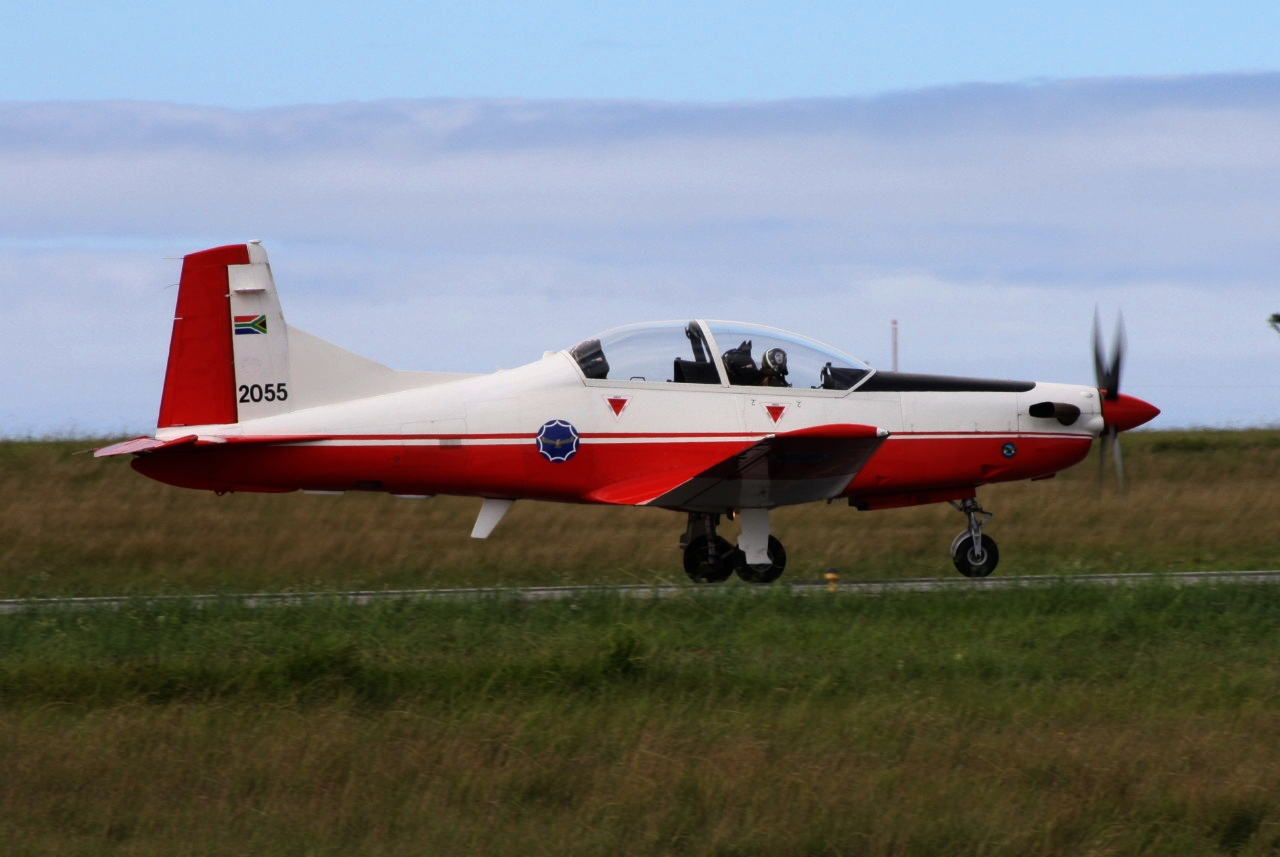
PC-7 Mk.II da Força Aérea Sul Áfricana

  - PC-7 Mk.II da Força Aérea Sul Áfricana Força Aérea do Suriname: Três aeronaves adquiridas em 1985. Todas devolvidas a Pilatus em 1987.[28]
- Uruguai
  - Força Aérea Uruguaia: 5 aeronaves em serviço em 2021.[22]

### Operadores Civis
- África do Sul
  - Executive Outcomes

- Suíça 
  - Swissair

## Especificações
Informações: Jane's All The World's Aircraft 1993-94

### Características Gerais
- Tripulação: 2
- Comprimento: 9.78 m
- Envergadura: 10.40 m
- Altura: 3.21 m
- Área Alar: 16.60 m²
- Peso Vazio: 1.330 kg
- Peso Máximo de Decolagem (MTOW): 2.700 kg
- Capacidade de Combustível: 474 L
- Motor: 1x turboélice Pratt & Whitney Canada PT6A-25A, 550 shp (410 kW)
- Hélice: Hartzell HC-B3TN-2/T10173C-8, tripá, velocidade constante.

### Desempenho
- Velocidade Máxima: 412 km/h (222 kn)
- Velocidade de Cruzeiro: 316 km/h (171 kn)
- Velocidade de Estol: 119 km/h (74 kn)
- Velocidade Nunca Exceder: 500 km/h (270 kn)
- Alcance: 2.630 km (1.420 nmi)
- Teto de Serviço: 10.000 m (33.000 ft)
- Taxa de Subida: 10.9 m/s

### Armamento
- Hardpoints: 6x para casulos de metralhadoras, foguetes e bombas. Capacidade de 1.040 kg.

## Ver Também
- Pilatus PC-9
- Embraer EMB-312 Tucano